# В очакване на варварите
В романа си от 1980 г. „В очакване на варварите“ писателят Дж. М. Кутси очертава мрачна картина на света.

## Сюжет
Внимание:  Текстът по-долу разкрива сюжета на произведението (или части от него)!
Провинциален съдия в една неназована държава, в която религия е терорът, главният герой иска малко от живота – да събира данъци, да наблюдава изгрева и залеза, да яде и да спи. Да живее спокойно. И смъртта му да бъде отбелязана с няколко реда в местния вестник. Но една случайна среща с мистериозно момиче променя всичко. Застаряващия съдия, защитник на закона, отказва да мълчи, защото смята, че когато някои хора страдат несправедливо, свидетелите на тази несправедливост трябва да понесат срама от това. Един полковник, превърнал се в палач, предопределя моралното падение на властта и упадъка на цивилизационните идеи. Едно момиче, физически и емоционално осакатено, застава между тези двама мъже.

## Цитат
„Изглежда, че някъде дълбоко у всички нас има нещо твърдо като гранит, което не можеш да научиш на нищо. Въпреки истерията по улиците никой не вярва истински, че светът на установените факти, в който сме се родили, е обречен на унищожение. Никой не може да приеме, че армията на Империята е била избита от хора с лъкове и стрели и стари ръждясали пушки, от хора, които живеят в палатки, хора, които никога не се мият и не могат да пишат, нито да четат. А кой съм аз, че да отхвърлям така подигравателно илюзиите, подхранващи живота?“

## Адаптации
Въз основа на книгата американския композитор Филип Глас е написал едноименна опера, чиято премиера е на 10 септември 2005 г. в Ерфурт, Германия.